# بول، چاد
بول (به انگلیسی: Bol) شهری در کشور چاد و مرکز منطقه لاک است. این شهر در سال ۲۰۰۷ میلادی ۱۱٬۰۲۹ نفر جمعیت داشته‌است.